# シソワット・モニヴォン
シソワット・モニヴォン（クメール語: ព្រះបាទ ស៊ីសុវតិ្ថ មុនីវង្ស / Sisowath Monivong, 1875年12月27日 - 1941年4月24日）はカンボジア国王（在位：1927年8月9日 - 1941年4月24日）。

## 生涯
1875年、プノンペンでシソワット副王の次男（第6子）として生まれた。当時のカンボジアはモニヴォンの伯父ノロドム王の治世であったが、隣国タイやベトナムの圧力に堪えかねて1863年、フランスに保護国化を要請し、1887年にはラオスやベトナムとともにフランス領インドシナの一部に組み入れられた。これに先立ち、1866年には首都がウドンからプノンペンへ移転している。
1904年、ノロドム王の崩御により父シソワットが王に即位した。シソワット王は、インドシナ総督に対してモニヴォンを後継者にと提言したが、何の約束も得られなかった。1906年、モニヴォンは父王とともにフランスを訪問し、サンメクサン士官学校へ入学した。1908年に卒業した後、フランス外人部隊の中尉に任官し、ブリーブ、後にパリへ配属された。1909年、カンボジアへ帰国したモニヴォンは軍の中尉となり、1910年には大佐、1922年には大隊長と昇進した後、軍務から退いた。第一次世界大戦中、モニヴォンは志願兵を招集するのに積極的に動いた。
1927年、父王の崩御に伴い、51歳のモニヴォンが新国王に即位したが、フランスの植民地体制下では王位も名目的なものであり、実権はフランス人総督が握っていた。また、モニヴォン王の治世でカンボジアにも共産主義の影響が及び始め、1930年にホー・チ・ミンがベトナムにおいて設立したインドシナ共産党がカンボジア国内でも支持を広げていったが、共産主義者はフランス勢力打倒を目指して活動を始めていた。
モニヴォン王治世下の大きな出来事として、1932年、フランスによりプノンペン - プルサト間に鉄道が開業し、開通式には国王も出席した。
1940年、フランスがナチスドイツに降伏した後成立したヴィシー政府は、カンボジアを初めとする海外植民地も支配下に置いたが、1941年には日本軍がカンボジアに進駐し、カンボジアは日本の管理下でフランス勢力が実権を握る二重権力構造になっていた。また、日本の動きに同調したタイもカンボジア領内に侵攻してタイ・フランス領インドシナ紛争となり、日本の調停でタイ・フランスは平和条約（東京条約）を結んだが、その結果カンボジアは領土の一部（チャンパーサック県・バタンバン州・シェムリアップ州など）をタイに割譲させられた。
これらの情勢を前にモニヴォン王は無力であり、また健康状態を損ねたため、1941年末に滞在先のカンボジア南部カンポットで崩御した。後継国王には、モニヴォン王の長男モニレットが有力視されていたが、フランス総督の指名により、モニヴォン王の孫（コサマック王女の長男）シハヌークが即位することになった。

## 家族
モニヴォン王には多くの妻がおり、少なくとも6人が王子女を出産したため公認された。そのうちの一人に王宮舞踊団の踊り手だったルク・クン・メアクという女性がいた。1934～1935年頃、彼女の幼いいとこが2人、地方からプノンペンへ出てきて彼女のもとで暮らしていたが、そのうちの1人が後のポル・ポト（本名サロト・サル、当時6～7歳）である。

## 人物
孫のシハヌークによると、モニヴォン王は「ハンモックに寝ながら、フランス人が持ってきた書類を中身も確認せずただ機械的にサインするだけの存在」だったという。